# Pseudozonitis maculicollis
Pseudozonitis maculicollis là một loài bọ cánh cứng trong họ Meloidae. Loài này được MacSwain miêu tả khoa học năm 1951.